# ジューナ・バーンズ

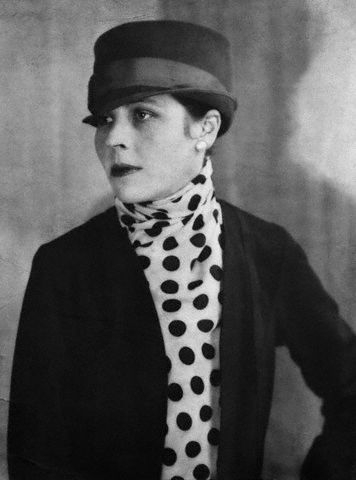
ジューナ・バーンズ 1921年頃

ジューナ・バーンズ（Djuna Chappell Barnes、1892年6月12日 - 1982年6月18日）は、アメリカ合衆国の著作家。1910年代にグリニッジ・ヴィレッジで、さらに1920年代・1930年代にパリでボヘミアン的生活を送りながら執筆活動を続け、20世紀モダニズム英文学の発展に重要な役割を演じた。小説『夜の森』（Nightwood）はT・S・エリオットの紹介にも助けられ、近代小説のカルト的作品となった。レズビアンをテーマとした描写や独特の文体で今日でも光彩を放っている。バーンズの死後、その作品に関する興味が上がり、作品の多くが再版された。

## 生涯と著作

### 生い立ち（1892年-1912年）
バーンズは、ニューヨーク州コーンウォール=オン=ハドソンに近いストーム・キング山の丸太小屋で生まれた。父方の祖母は、ゼイデル・ターナー・バーンズという作家、ジャーナリスト、女性参政権活動家であり、かっては影響力ある文学サロンを主宰していた。父ウォルド・バーンズ（1934年没）は、売れない作曲家、音楽家、画家であった。1889年にバーンズの母エリザベス（1945年没）と結婚したが、ウォルドは一夫多妻の唱道者であり、バーンズが5歳の1897年、愛人のファニー・クラークを同居させた。子供は8人うまれたが、ウォルドは家計を支える努力はほとんどしなかった。祖母ゼイデルは息子が真価を認められない芸術の天才であると信じており、家計を支えるためにもがき、収入が減ってきた時は友人や知人に金の無心の手紙を書いて補充していた。
バーンズは第2子として、子供時代の大半を弟妹や異母弟の世話をすることですごした。初期教育は家庭内で、おもに父と祖母からで、二人は書くことや芸術、音楽は教えたが、数学や綴りについてはおろそかだった。バーンズは、自分は正規の学校教育を全く受けなかったと主張したが、10歳以降にしばらく公立学校に入学した形跡はある。ただし出席状況は良くなかったようだ。
バーンズは16歳の時に強姦された。恐らくは父の同意を得た隣人か、あるいは父その人によってであった。バーンズは最初の小説『ライダー』で遠まわしにこの強姦のことに触れており、過激で知られた最後の戯曲『交唱』ではより直接的に言及している。何年も同じベッドで寝ていた祖母ゼイデルからの手紙には性的にあけすけな言及があり、祖母との近親相姦的な関係をも暗示している(しかしゼイデルは『交唱』が書かれる40年前に死んでおり、その真偽のほどは問えない)。祖母との性的関係は研究者の間でも意見の分かれるところだが、のちにバーンズのパートナーとして知られたセルマ・ウッドのことをバーンズは「祖母を思い出させる」存在と語っている。
バーンズは18歳の誕生日の少し前にファニー・クラークの兄弟パーシー・フォークナーと、結婚に関する教会の承認と儀式なしという私的な儀式のみで心進まない「結婚」をした。その時フォークナーは52歳だった。この縁組みは父と祖母、母、兄弟によって強く進められたものだったが、バーンズは彼と、わずか二か月間同居したのみで、家族の住むロングアイランドのハンティントン・タウンシップに戻った。

### ニューヨーク市（1912年-1921年）
1912年、父ウォルドが働かないために、バーンズの家庭は破産状態となり、家族がバラバラになった。母エリザベスはバーンズと3人の子供を伴ってニューヨーク市に移転し、離婚を申請して、父ウォルドがファニー・クラークと自由に結婚できるようにした。この移転をきっかけにバーンズは初めて正式に芸術の勉強ができる機会ができた。プラット・インスティテュートに約6ヶ月間通ったが、自分自身と家族を支える必要に迫られ、通学が大きな負担となったため、まもなく退学して『ブルックリン・デイリー・イーグル』の記者の仕事を見つけた。その後の数年間で、バーンズの記事はニューヨークの新聞のほとんど全部に掲載された。バーンズはインタビュー、特集記事、劇評や様々な新聞記事を書き、時にはバーンズ自身の手になるイラストも添えた。また『ニューヨーク・モーニング・テレグラフ』の日曜版やパルプ・マガジンの『オールストーリー・キャバリエ・ウィークリー』に短編小説を発表した。

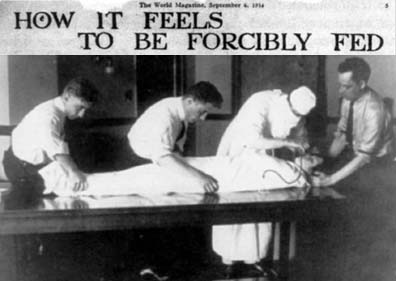
強制摂食の様子。『ワールドマガジン』1914年9月6日の切り抜き

#### 雑誌記者として
バーンズの新聞雑誌の文章の多くは、主観的で、経験主義に基づくものであった。バーンズはジェイムズ・ジョイスとの対談について執筆したとき、ジョイスの著作を敬愛していたのに、注意力が散漫になっていたためにジョイスの言ったことの一部を抜かしてしまったことを認めた。裕福な中産階級出身の成功した戯曲家ドナルド・オグデン・ステュアート（1894年 - 1980年）のインタビューでは、バーンズはステュアートに向かって、他の作家たちは成功するために必死でもがき続ける一方で、あなたは「ころころと転がってきて、気づいたら有名になっていた」と叫び、それから、わたしだったら死んでもいいくらいだとも付け加えた。バーンズの伝記作者フィリップ・ヘリングが指摘するように、これは「インタビューを終わらせる言葉としては、気をめいらせる、恐らくは前例の無いひと言」である。
バーンズは1914年の『ニュー・ヨーク・ワールド・マガジン』の記事では、「強制摂食（当時、ハンガー・ストライキを行なっているイギリスの婦人参政権運動者に対して行なった強制的な摂食処置）」を取り上げた。自ら強制摂食を体験しているシーンを載せ、こう書いた、「私が自分の肉体的な機能にこの野蛮な権利侵害を加えられる役を演じて、焼けるような怒りを感じるのだから、切実な恐怖の中で実際に試練を味わっている彼女たちは、その精神の聖域を侵され、どれほどの怒りの炎を燃えたぎらせたことだろうか」と書き、「私は、私と同じ女性の最も勇気ある人々の最も偉大な経験を分かち合った。」と締めくくった。保守的な婦人参政権論者キャリー・チャップマン・キャットが婦人参政権論の演説者を志望する者に、「好戦的なポーズをとる」こと、あるいは「足を人目につかせる服を」着ることは決してしないようにと訓誡したとき、バーンズはキャットをからかい、より進歩的な婦人参政権論者らを支持していた。婦人参政権論者のアリス・ポールとルーシー・バーンズが彼女らのハンガーストライキと非暴力抵抗に向けられたメディアの注目を利用して婦人参政権を要求したとき、キャットは彼女らを排斥しようとした。バーンズはキャットの保守性は婦人参政権運動の障害ではないかと示唆し、彼らが受けた虐待が、みずから強制摂食という拷問にかかる経験をするという動機になった。

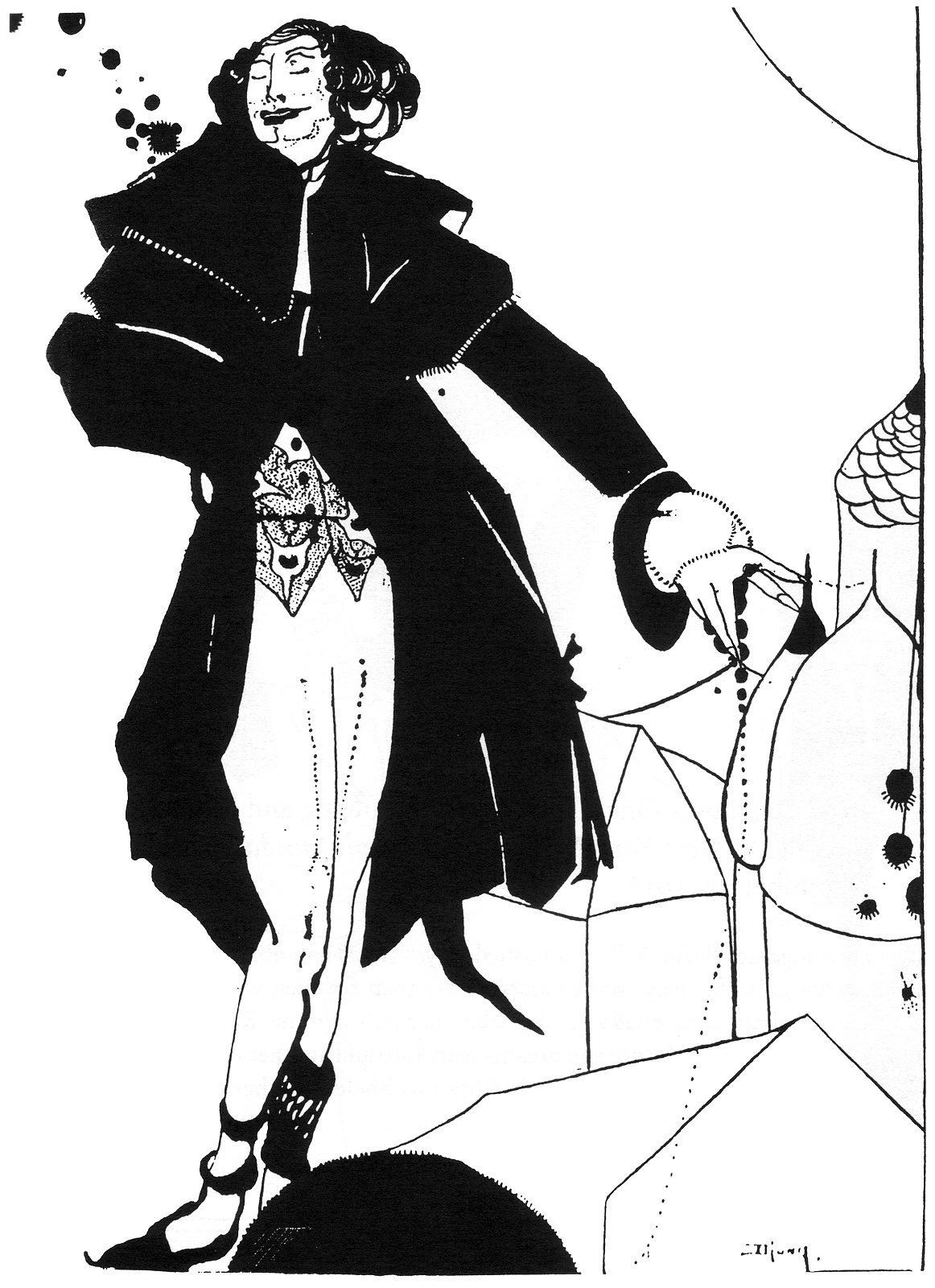
バーンズの1916年の記事「ビレッジの人々が楽しむようす」に添えられたグリニッジ・ヴィレッジの住人の風刺的な素描。「結局のところ、ひとはブレスレットに忠実でなければならない。」

#### グリニッジ・ヴィレッジ時代
1915年、バーンズは家族と同居していたフラットからグリニッジ・ヴィレッジのアパートに移り、そこで流行していた芸術家や作家のボヘミアン共同体に入った。その社交サークルの中にはエドマンド・ウィルソン、ベレニス・アボットやダダイストの画家で詩人のエルザ・フォン・フライターク＝ロリングホーフェンがいて、バーンズはその伝記を書こうとしたが、完成はしなかった。彼女は、ワシントン・スクェアの屋根裏部屋で雑誌や小冊子を出版していた起業家でプロモーターでもあるグイードー・ブルーノ（1942年没）とも出会った。ブルーノは平気で悪事を働くという評判であり、儲けるためにグリニッジ・ヴィレッジの住人を食い物にしていると責められることがしばしばだった。彼の部屋は近隣のボヘミアン・アーチストたちのギャラリーを兼ね、詩の朗読会やレクチャーを開き、旅行客から入場料をとっていた。しかし彼は検閲には強く反対し、1915年11月にバーンズの「リズム&素描」集『嫌味な女たちの書』を進んで出版して刑事訴追される危険を冒したThe Book of Repulsive Women（英文）。驚いたことに、この本の最初の詩は女性同士のセックスを描いていたにもかかわらず、法律的な異議申し立てはなされなかった。その一節は今では明白に思えるが、当時のアメリカ文化において、レズビアンは事実上、目に見えない存在であったため、「ニューヨーク悪徳弾圧協会」がそのイメージを理解し得なかった可能性がある。ほかのものは世間ずれしていなかったし、ブルーノは、本の評判につけこんで、本の価格を15セントから50セントに引き上げてその差額をポケットに入れることができた。20年後、バーンズは、『夜の森』の登場人物フェリックス・フォルクバインのモデルの一人にブルーノを使い、その貴族気取りと称号保有者や重要人物であればだれの前でもお辞儀をする習慣を戯画化した。

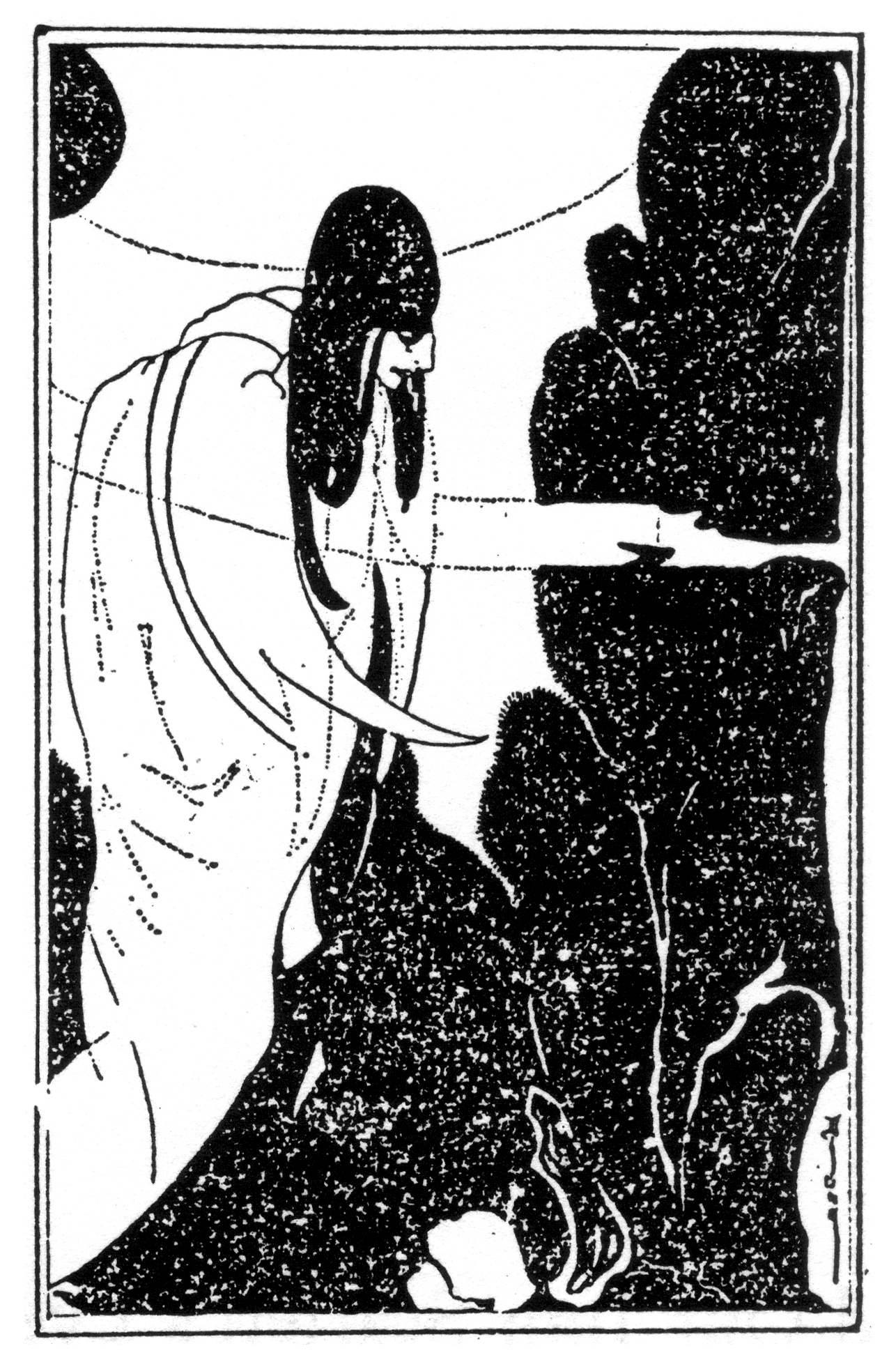
バーンズのイラスト。シングの戯曲『聖者の泉』の1シーン。「教会の西端に生えているちょっとした茨に隠さないか？」

#### 戯曲作家として
バーンズは、商業的な成功よりも芸術的な成功を強調する素人演劇集団である「プロビンスタウン・プレイヤーズ」の一員であり、それは彼女の価値観にぴったりだった。プレイヤーズのグリニッジ・ヴィレッジにある劇場は、馬小屋を改装したもので、ベンチシートとちっぽけな舞台があるだけだった。バーンズによれば、「いつでも馬たちに返してあげられる」代物だった。しかしそこは、アメリカ演劇の発達に大きな役割を果たした。ピューリッツァー賞受賞者のスーザン・グラスペル（1876年 - 1948年）、エドナ・ミレイ、詩人ウォレス・スティーブンス（1879年 - 1955年）やセオドア・ドライサーの作品を上演したほか、ユージン・オニールのキャリアもここから始まった。1919年と1920年にはバーンズの1幕ものの戯曲が3作そこで上演された。
バーンズの戯曲は、1925年には4作目の『鳩』がスミス大学スタジオ・シアターで初演され、一連の短いレーゼドラマが、一部はバーンズの偽名であるリディア・ステップトゥーの名前で、雑誌に掲載された。これらの戯曲にはアイルランドの戯曲家ジョン・ミリントン・シングの強い影響が見られた。バーンズはシングの語法の詩的な性質とその幻影の悲観論との両方に惹かれた。批評家たちは、バーンズの戯曲、特にバーンズがシングのアイルランド方言を真似ようとした作品をシングの派生作品とみた。バーンズが後年、それらの作品を単なる「若書き」として廃棄したところを見ると、本人もそう思っていたのかもしれない。しかし、これらの定型的で不可思議な初期の戯曲も、内容においては、プロビンスタウンの他の戯曲家仲間たちのものよりも実験的ではある。バーンズの戯曲『大地から来た三人の男』に対して、『ニューヨーク・タイムズ』のアレクサンダー・ウールコットはこう評した。「作者が意図するもの、かりにそれがあったとして、それを観客がまったく知らされないままで、芝居がどれほど興味深く、本質的に劇的であり得るか、ということを示す実例であり、観客は、手掛かりがあいまいに示されるだけで謎が明かされないままに進む寸劇の一語一語に耳を傾けながら、固唾をのんで座っていた。」。

#### フリー・セックス
1910年代のグリニッジ・ヴィレッジは、その性的に自由な雰囲気と同様に、知的な自由さでも知られていた。バーンズは、祖母と父が信奉する自由恋愛の哲学で育てられ、ビレッジの住人の中でも特異であった。父の風変わりな考え方には無制限に生殖を行うことも含まれていたが、バーンズはそれには強く反対した。出産に対する批判は彼女の作品の中でも重要なテーマになった。しかし、性的自由については価値観として持ち続けた。1930年代にアントニア・ホワイトに対して「セックスにも、男であれ女であれベッドを共にすることにも、なんら罪の意識を感じない」と告げた。手紙を見るかぎり、バーンズが21歳になるまでに家族は彼女の両性愛に十分に気付いており、グリニッジ・ヴィレッジ時代には男や女双方と多くの情事を持った。

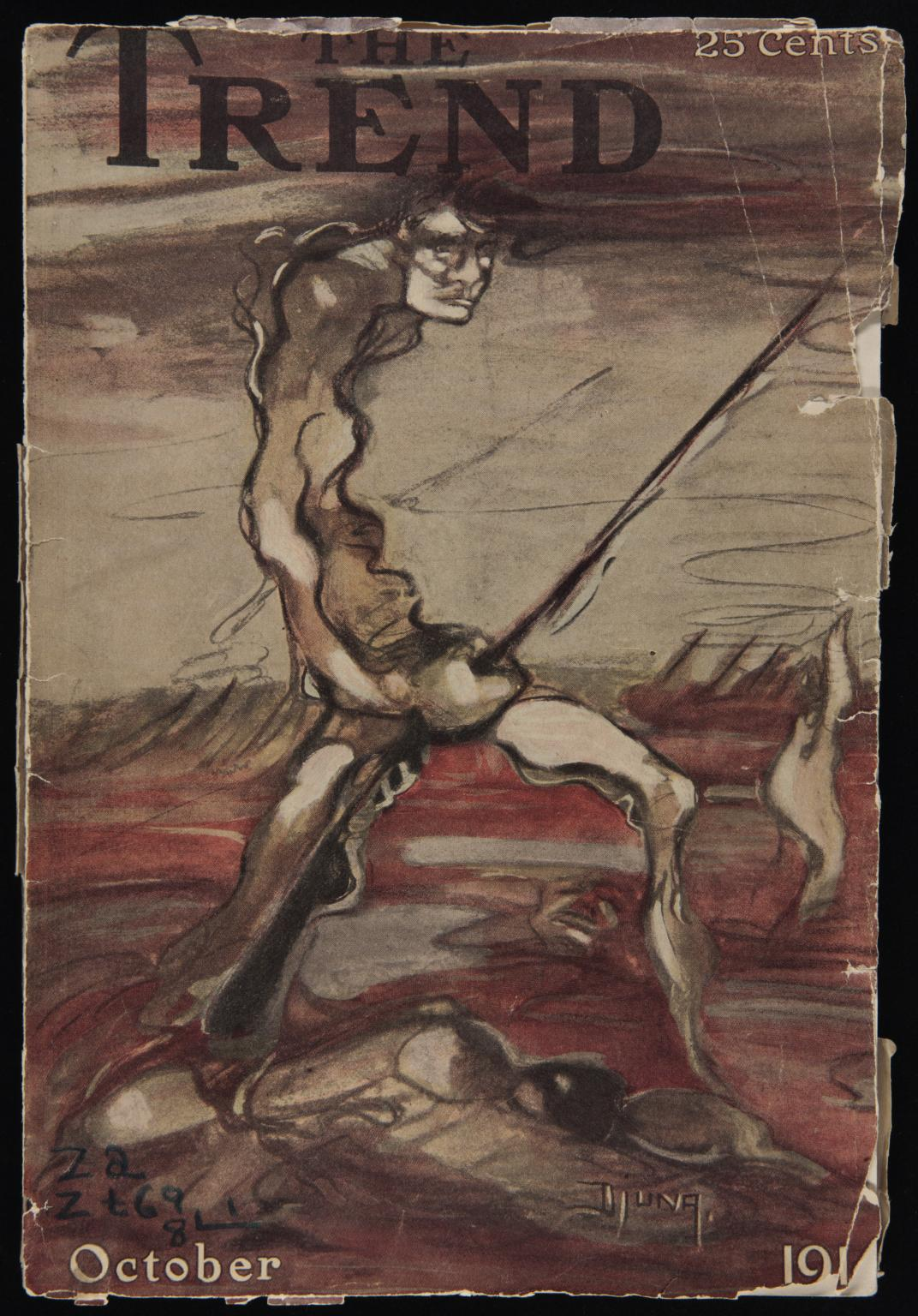
『トレンド』誌、ジューナ・バーンズによる表紙のイラストレーション、1914年10月号

なかでも最も重要なものは、ドイツ人のエルンスト・ハンフシュテングルとの婚約だろう。ハンフシュテングルはハーバード大学出で、ドイツで父親が経営していた美術出版社のアメリカ支店を経営していた。ホワイトハウスでピアノ演奏会を開催したこともあり、上院議員のフランクリン・ルーズベルトの友人でもあったが、第一次世界大戦間のアメリカの反独感情に次第に怒りを募らせるようになっていき、1916年に、ドイツ人の妻をもらいたいとバーンズに告げた。この辛い破局は、『夜の森』から削除されたシーンの素になった。アメリカの反独政策のせいでハンフシュテングルは敵性外国人として扱われ、彼の経営する美術出版社のニューヨーク支店の資産をアメリカ政府に没収された為ドイツに戻り、アドルフ・ヒトラーと親友になった。(しかし最後は過激化するヒトラーと反目しイギリス経由でアメリカに亡命し、アメリカ政府のナチス対策のアドバイザーになった。)
バーンズは1916年あるいは1917年から社会主義哲学者で批評家のコートニー・リーモン（1933年没）と同棲した。バーンズはリーモンをコモン・ロー（普通法）上の夫と呼んだが、これもはっきりしない理由で終わった。バーンズは「ニューヨーク・プレス」の記者でプロビンスタウン・プレイヤーズの仲間でもあるメアリー・パインとも情熱的なロマンスの関係にあった。パインは1919年にバーンズに最期まで看取られながら結核で死んだ。

### パリ（1921年-1930年）

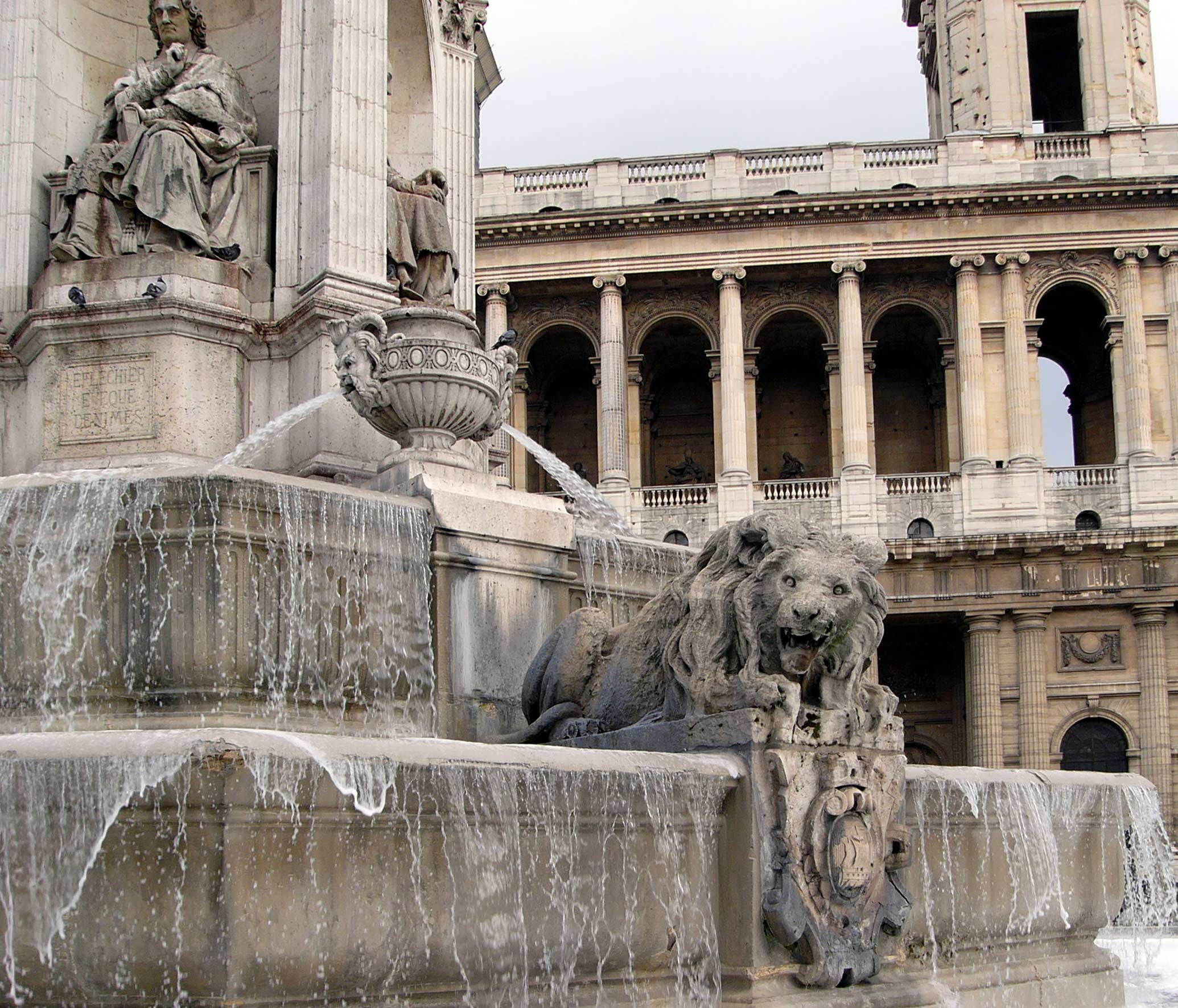
パリ、プラス・サンシュルピスにある4人の僧正の泉。『夜の森』の重要な舞台。

1920年代のパリは芸術や文学でモダニズムの中心であった。ガートルード・スタインは、「パリは、20世紀があるところであった」と言った。バーンズは1921年に『マッコールズ・マガジン』の仕事で初めてパリを旅行した。バーンズはアメリカの定期刊行物のために同国の国外居住の作家や芸術家にインタビューし、ほどなくパリで有名人となった。その黒いマントと辛らつなウィットが当時の多くの回顧録にも控えられている。
最初の小説が出版される前であってもバーンズの文学的評判は既に高かったが、これは1918年『リトル・レビュー』誌に掲載され、1923年に作品集『一冊の本』として再版された『馬たちに囲まれた一夜』（1918年オー・ヘンリー賞受賞）の力によるところが大きかった。バーンズは、影響力あるサロンの女性主人ナタリー・バーニーの側近のひとりであったが、バーニーは、バーンズのパリでのレズビアン生活の風刺的な年代記『貴婦人年鑑』の中心人物であるのみならず、バーンズの終生の友人でパトロンでもあった。
十中八九、2人のあいだには短い情事もあったが、バーンズのパリ時代で最も重要な関係は、芸術家セルマ・ウッドとのものだった。ウッドはカンザス州の生まれで、彫刻家になるためにパリに来たが、バーンズの提案でその代わりに銀筆素描に手を染め、ある批評家がアンリ・ルソーに喩えるような動物と植物の素描を描いた。1922年の冬までに2人はブールバール・サンジェルマンのフラットで共同生活を始めた。
この時期に発展したもうひとつの親密な友人関係は、ダダ芸術家の男爵夫人エルザ・フォン・フライターク＝ローリングホーフェンとのものであり、1923年からエルザと精力的な文通を始めた。「ウッドがバーンズに、ふたりの象徴的な私生児を表わすために贈り物として人形を与えたところで、男爵夫人は、私生児がふたりの本であるエロチックな結婚を申し込んだ。」パリからバーンズは、ベルリンにいる男爵夫人を金銭、衣服、雑誌で支えた。バーンズはまた男爵夫人の詩と書簡を蒐集した。

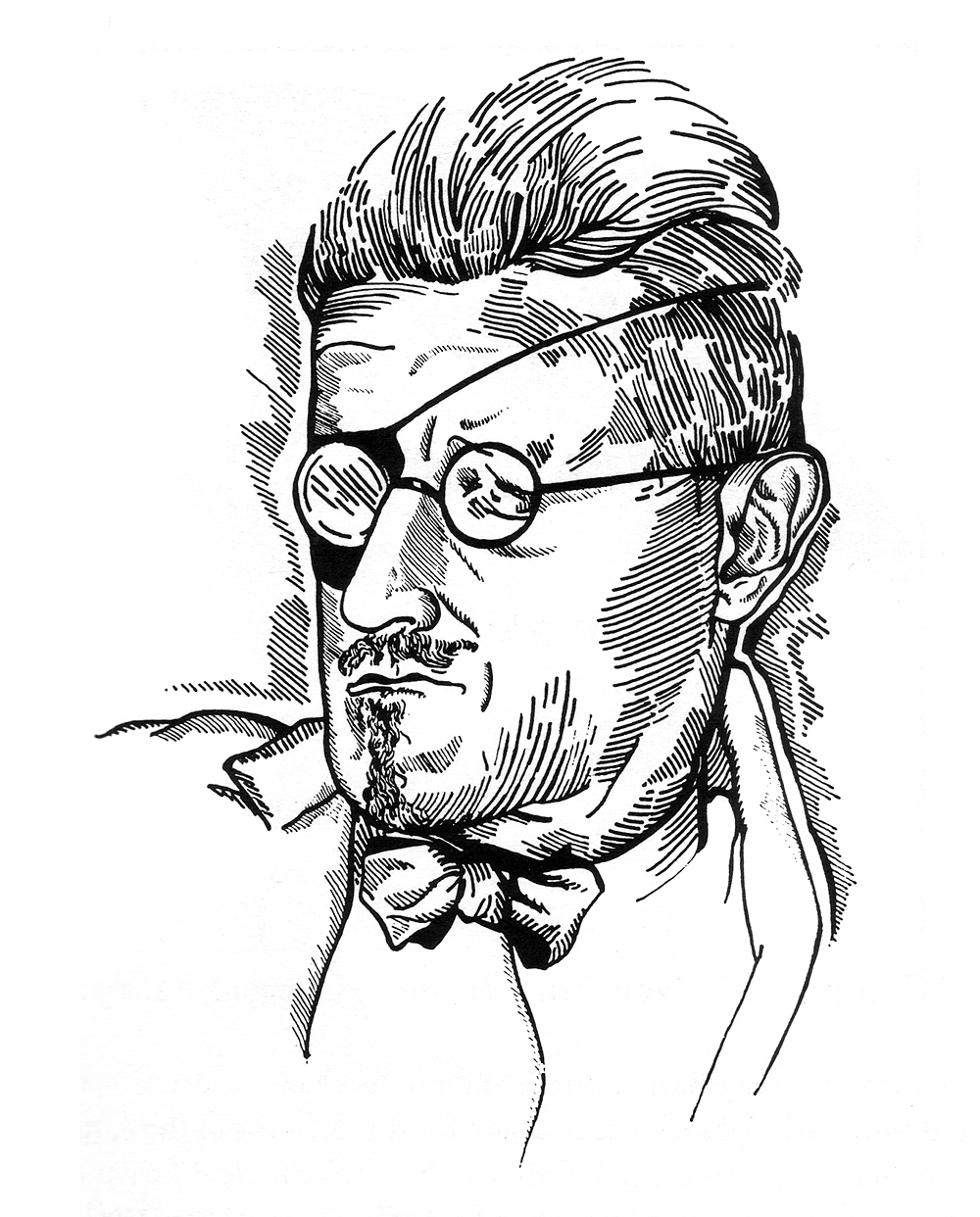
バーンズによるジョイスの素描。1922年『バニティ・フェア』誌上のジョイス・インタビューに添えられた

バーンズは、ジェイムズ・ジョイスへの紹介状を持ってパリに来たが、バーンズは『バニティ・フェア』誌のためにジョイスにインタビューし、友達になった。『バニティ・フェア』誌インタビューの見出しは、ジョイスのことを「今のところ文学でかなり重要な人物の一人である男」と宣伝していたが、『ユリシーズ』に対するバーンズの個人的反応は慎重さの無いものだった。すなわち「私は次の行を書けない、..．あの後では誰が度胸をもてるだろう？」バーンズが19世紀後半のデカダンスや美学の影響がある『嫌味な女たちの書』The Book of Repulsive Womenから、後期作品のモダニズム実験に向かったのは、ジョイスの作品を読んでからだった可能性がある。しかし、2人はその文学の固有な主題が異なっていた。ジョイスは、作家とはありふれた主題に焦点を合わせて特殊なものにすべきと考えたのに対し、バーンズは常に異常なものに、ときにはグロテスクなものにさえ、惹かれた。またバーンズ自身の人生が特殊な主題でもあった。バーンズの自伝的な最初の小説『ライダー』は、その移り行く諸文体 - 『ユリシーズ』によって霊感を与えられた技法 - を解読する難しさのみならず、大半の読者の期待や経験からはほど遠い、型破りな一夫多妻の家庭の歴史を継ぎ合わせて完成する問題をも、読者に示した。
『ライダー』は、文章の難解さにもかかわらず、その猥褻さが注目を引き、短期間「ニューヨーク・タイムズ」のベストセラーにもなった。その人気は出版社の不意を突いた。初版3,000部は瞬く間に売り切れたが、増刷が書店に並んだころには大衆の興味が萎んでしまっていた。が、それにもかかわらず、その前金でバーンズはサン・ロマン通りに新しいアパルトマンを買い、そこに1927年9月からセルマ・ウッドと住み始めた。この転居でグリニッジ・ヴィレッジ時代以来のバーンズの友人ミナ・ロイが隣人になった。ロイは『貴婦人年鑑』の中で唯一の異性愛者ペイシャンス・スカルペルとして登場しており、「女性達とそのやり方を理解できなかった」と描かれている。
『貴婦人年鑑』はその主題のために「社交貴婦人」という匿名で小さな私家版で出版された。バーンズとその友人たちがパリの市街で販売し、またバーンズがなんとかしてアメリカに小部数を密輸した。書籍販売業者エドワード・タイタスが、『貴婦人年鑑』の表題紙で自分に言及されることとひきかえに自分の店に置くことを申し出たが、タイタスが1回の刷りの全部数について印税の分け前を要求した時はバーンズが激怒した。バーンズは後の『交唱』の中でタイタスという名前を虐待する父に付けた。
バーンズは『ライダー』と『貴婦人年鑑』をセルマ・ウッドに捧げたが、この2冊が出版された年、1928年は2人が別れた年でもあった。バーンズは、2人の関係が1対1であることを望んだが、ウッドが彼女に「世界の残りと共にある」ことを望んでいることが分かった。ウッドはアルコールへの依存度が増し、夜は飲むこととゆきずりの性の相手を探すことに費やした。バーンズはウッドを探してカフェを回り、同じくらい酔っ払ってしまうことも度々だった。ウッドに裕福な遺産相続者アンリエット・マクリー・メトカーフ (1888年 - 1981年)との関係ができたことで、バーンズはウッドと別れた。メトカーフは『夜の森』の中でジェニー・ペサブリッジとして手厳しく描かれている。

### 1930年代
『夜の森』の原稿の大半は1932年と1933年の夏の間に書かれたが、その間、バーンズは、芸術のパトロン、ペギー・グッゲンハイム（1980年没）が借りたデボンシャーの荘園主館ヘイフォード・ホールに滞在していた。仲間の招待客にはアントニア・ホワイト、ジョン・フェラー・ホームズ（1897年 - 1934年）、そして小説家で詩人のエミリー・コールマン（1899年 - 1974年）がいた。その荘園主館 - 住人らによって「ハングオーバー・ホール」と渾名を付けられた - での夕べは、しばしば「真実」と呼ぶパーティ・ゲームで過ごされたが、それは緊迫した、感情に支配された雰囲気を作り出して、容赦の無い率直さを奨励した。バーンズは恐ろしくて書きかけの原稿を放っておけなかった。というのも、バーンズに秘密を打ち明けていた気まぐれなコールマンが、もしバーンズがその秘密をばらしたら原稿を焼いてしまうと脅していたからだった。しかし、コールマンは一度その原稿を読むとその擁護者になった。連続する草稿のコールマンの批評分によってバーンズは大きな構成的変更をほどこす気になり、出版社が次々とその原稿を拒否したときに、当時「フェイバー・アンド・フェイバー」の編集者だったT・S・エリオットを説得して読ませたのがコールマンだった。
フェイバー社は1936年にこの本を出版した。書評はこれを偉大な芸術作品として扱ったが、あまり売れなかった。バーンズはフェイバーから前金を受け取っておらず、最初の印税計算書もわずか43ポンドだった。翌年ハーコート・ブレイスから出版されたアメリカ版の売れ行きは同じようなものだった。バーンズの1930年代はジャーナリズムでほとんど仕事をしておらず、ペギー・グッゲンハイムの金銭的支援に大きく依存していた。常に病気にかかっていて、飲酒量はどんどん増えて行った - グッゲンハイムに拠れば、バーンズは1日にウィスキーボトル1本を空けたという。1939年2月、ロンドンのホテルにチェックインして、自殺未遂をした。グッゲンハイムが通院費や医者代を支払ったが、遂に辛抱できなくなり、バーンズをニューヨークに送り返した。バーンズはニューヨークでは母とひと部屋を共有したが、母は夜通し咳をしたし、クリスチャン・サイエンスに改宗して、メリー・ベーカー・エディからの章句を読み続けた。1940年3月、バーンズの家族は禁断療法を施すためにニューヨーク州北部のサナトリウムにバーンズを入らせた。怒ったバーンズはその一家の伝記を書く計画を始め、エミリー・コールマンには「私が家族に対して憎しみ以外の感情を抱く理由はもはやない」と書き送った。このアイディアは最終的には戯曲『交唱』に結実した。ニューヨーク市に戻ったバーンズは母とひどい喧嘩をし、通りに放り出された。

### グリニッジ・ヴィレッジへの帰還（1940年-1982年）

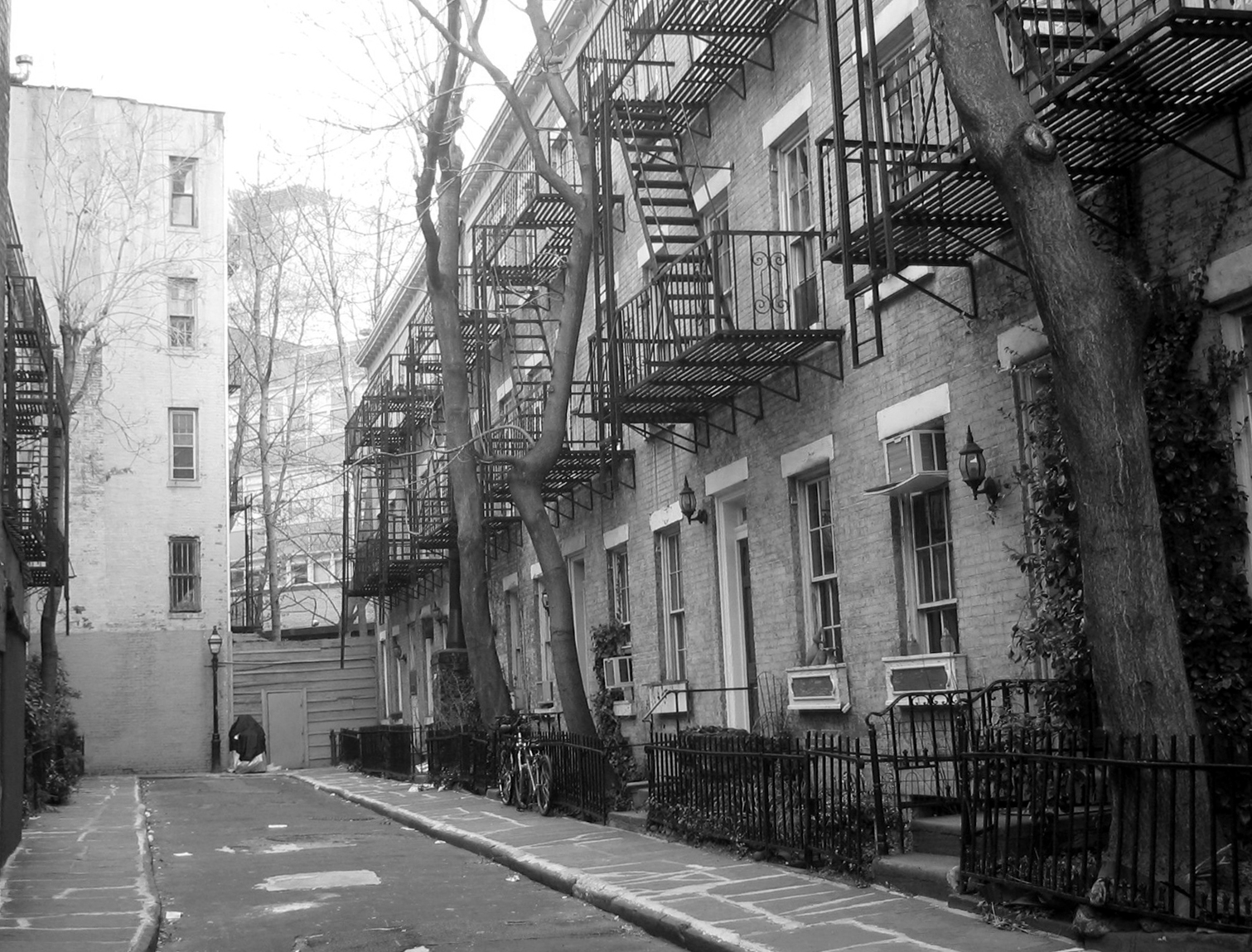
バーンズが42年間住んだパッチン・プレイス

バーンズはほかに行く所も無く、セルマ・ウッドが町から出ている間そのアパートメントに滞在し、次の2ヶ月間はエミリー・コールマンとその恋人ジェイク・スカーボローと共にアリゾナ州の労働牧場で過ごした。バーンズはニューヨークに戻ると、9月にグリニッジ・ヴィレッジのパッチン・プレイス5にある小さなアパートメントに移り住み、そこでその後の人生42年間を暮らすことになった。1940年代を通じて大酒を飲み続け、実質的に何も書かなかった。グッゲンハイムは心配していたものの僅かな手当を支払い続け、コールマンはそうする余裕はあまりなかったが、月ごとに20ドルを送った（2011年なら310ドル）。1946年、バーンズは原稿閲読審査者としてヘンリー・ホルトに雇われたが、その報告はいつも辛辣だったし、バーンズは間もなくクビになった。
1950年、バーンズはアルコール依存症のために芸術家としての能力が生かせないと悟り、詩劇『交唱』を書き始めるために断酒した。この戯曲はバーンズ自身の家族の歴史を多く利用し、その執筆は怒りによって燃料を与えられた。バーンズは、「わたしは『交唱』を歯を食いしばって書いた。私の筆跡はダガー（短剣）なみに荒れていると気付いた」と言った。
バーンズの弟サーン（1890年6月生まれ）はこの戯曲を読んで、「何かずっと前に死んで忘れられるべきものに対する復讐」を欲しているとしてバーンズを非難したが、しかしバーンズは彼の手紙の余白に自分の動機として代わりに「正義・公平さ」justiceと書き、彼が書いた「死んで」 dead という言葉の次に「死んではいない」not deadと付け足した。
『交唱』の後はバーンズは詩作に戻ったが、それを書いては書きなおして500篇にもおよぶ草稿を作った。彼女は、長くなる健康問題一覧表にもかかわらず1日に8時間書いたが、その一覧表の中には重症の関節炎もあり、バーンズがタイプライターに向かって座ることや机の灯りを点けることも困難になった。これらの詩の多くは完成されず、バーンズの生前に出版されたものは数少なかった。
パッチン・プレイス時代のバーンズは悪名高い世捨て人となり、だれでも自分がよく知らない者には強い猜疑心を抱いた。通り向こうに住んでいたE・E・カミングスが定期的に窓越しに「まだ生きてるかい、ジューナ」と叫んで安否を確認した。レズビアンの作家バーサ・ハリスは郵便受けに薔薇の花を入れておいたが、会うことはかなわなかった。カーソン・マッカラーズは玄関前の階段にキャンプを張ったが、バーンズは「このベルを鳴らす者は誰でも地獄にお行きなさい」と叫んだだけだった。アナイス・ニンは、バーンズの作品、特に『夜の森』の熱狂的なファンであった。アナイス・ニンがバーンズに数回にわたって手紙で女性作品の雑誌に参加するように招いたが、返事はなかった。 彼女はアナイス・ニンを軽蔑したままで、彼女を避けるために通りを横断したものであった。 バーンズはアナイス・ニンが登場人物にジューナと名付けたことに腹を立て 、フェミニストの書店ジューナ・ブックスがグリニッジ・ヴィレッジに開店した時、名前を変えるように電話で要求した。バーンズは、自分とマリアンヌ・ムアが若かった1920年代以来、マリアンヌ・ムアを終生、愛していた。バーンズは最後には痛烈であったが、しかし、ときどきは恐ろしい、外見の下では、彼女はあたたかく、常に面白く、ほとんどシェークスピア的な語彙をそなえていた（あまり正式の教育を受けなかったにもかかわらず）
バーンズには他にも女性の恋人がいたが、後年には「私はレズビアンではない。わたしはただセルマを愛しただけだ」と主張していることが知られていた。
バーンズは1961年にアメリカ国立芸術文学研究所のメンバーに選ばれた。1982年にニューヨークで死んだ時、モダニズム英文学の第1世代では最後の生き残りだった。

## 作品

### 『嫌味な女たちの書』

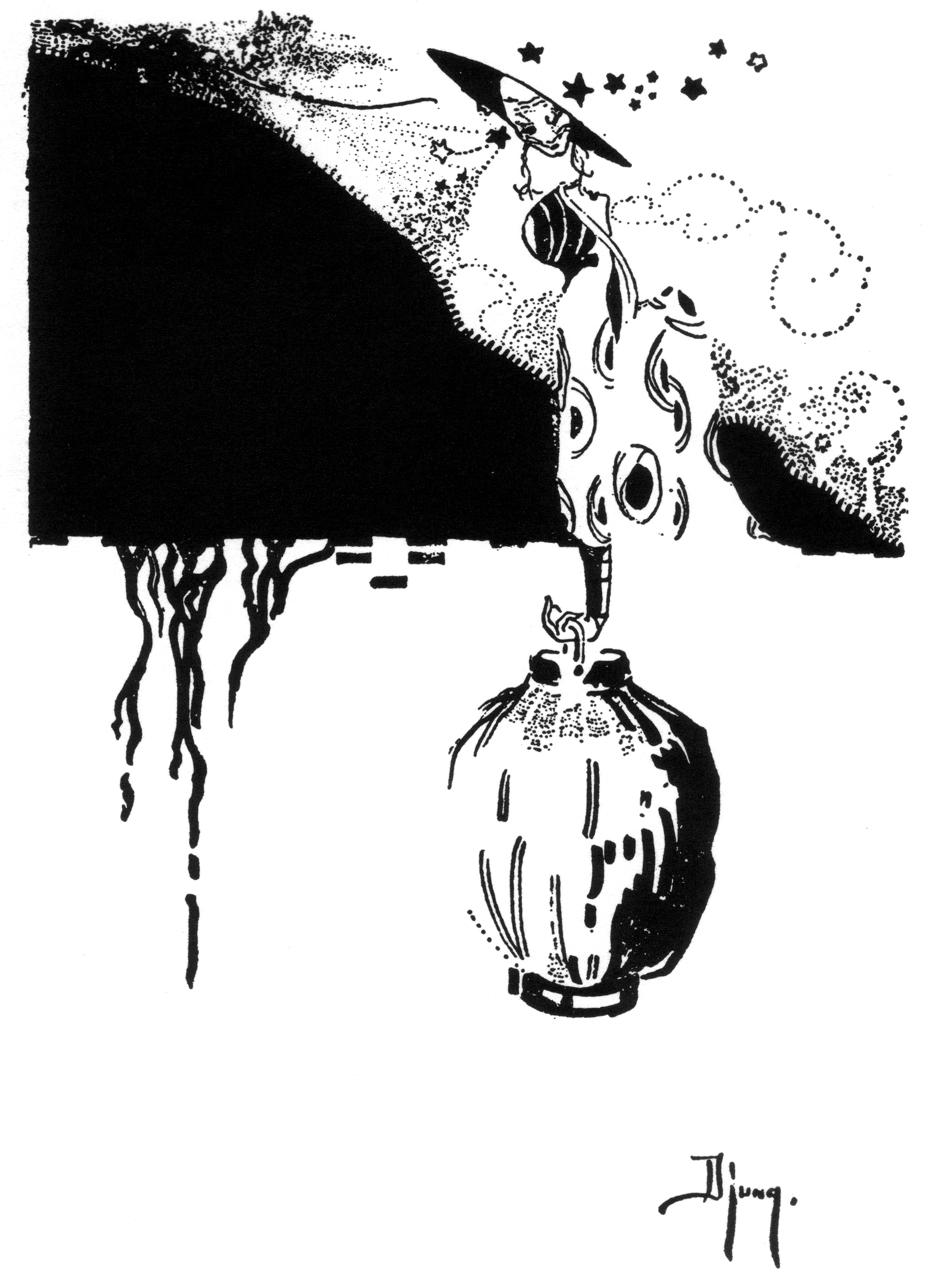
『嫌味な女たちの書』のイラストレーション

バーンズの呼び売り本『嫌味な女たちの書』（1915年）には8編の「韻律詩」と5つの素描が収められている。その詩は19世紀後半のデカダンスの影響が強く、イラストレーションのスタイルはオーブリー・ビアズリーのものに似ている。舞台はニューヨーク市であり、主題はすべて女性である。すなわち、キャバレーの歌手、ニューヨーク市地下鉄から窓に見える女性、そして最後の詩では死体保管公示所にある二体の自殺遺体である。この本は女性の肉体と性を、多くの読者をじつに嫌味な印象を与える言葉で記述しているが、バーンズの作品の多くと同様に、作者の立場は曖昧である。なかには、女性に対する文化的態度を暴露し、風刺で攻撃しているとしてこの詩を読む批評家もいる。
バーンズ自身は『嫌味な女たちの書』を当惑させるものとして見なすに至った。表題を「白痴的」と言い、その履歴書から除外し、本を焼却すらした。しかし、著作権は一度も登録されなかったので、彼女は再発行を阻止することができず、そしてバーンズの、重刷の最も多い作品のひとつとなった。

### 「兎」(The Rabbit)
1917年に発表された短編。
アルメニア人農夫のRugo Amietiev は、仕立屋を相続し、マンハッタンにいる。Rugoは、Addieと恋に落ちるが、Addieは、彼の愛情を証しするには、英雄的な行為をしなければならないと言う。RugoはAddieへの愛情の証しとして近所の肉屋から兎を殺す。最後には、RugoがAddieの愛情を勝ち得たか不明であるが、Rugoが最初に持っていた無垢をその行為が殺したことは明らかである。

### 『ライダー』(Ryder)
小説『ライダー』（1928年）はコーンウォール=オン=ハドソンにおけるバーンズの子供時代の経験を元に描かれている。ライダー家の50年間の歴史を書いている。すなわち、ソフィア・グリーブ・ライダー、祖母のゼイデルのような、貧困に陥った、元はサロンの女主人。彼女の怠惰な息子ウェンデル（彼の人生における不条理な使命は、女性を愛し、子をもうけることである）。彼の妻アメリア。彼の同居する情婦ケイト・ケアレス。そして彼らの子供たち。バーンズ自身はウェンデルとアメリアとの娘ジュリーとして登場している。ストーリーは出演者が多く、様々な視点から語られる。数人の作中人物は、たったひとつの章の主人公として登場し、結局は本文からすっかり姿を消すだけである。ライダー家の年代記の断片に、子供達の話、歌、手紙、詩、寓話そして夢が散りばめられている。文体は章ごとに変わり、チョーサーからダンテ・ゲイブリエル・ロセッティまでの作家のパロディとなっている。『ライダー』はプロット以上に文体に重きが置かれ、そのパロディの対象は聖書や書簡体小説をもふくむ。

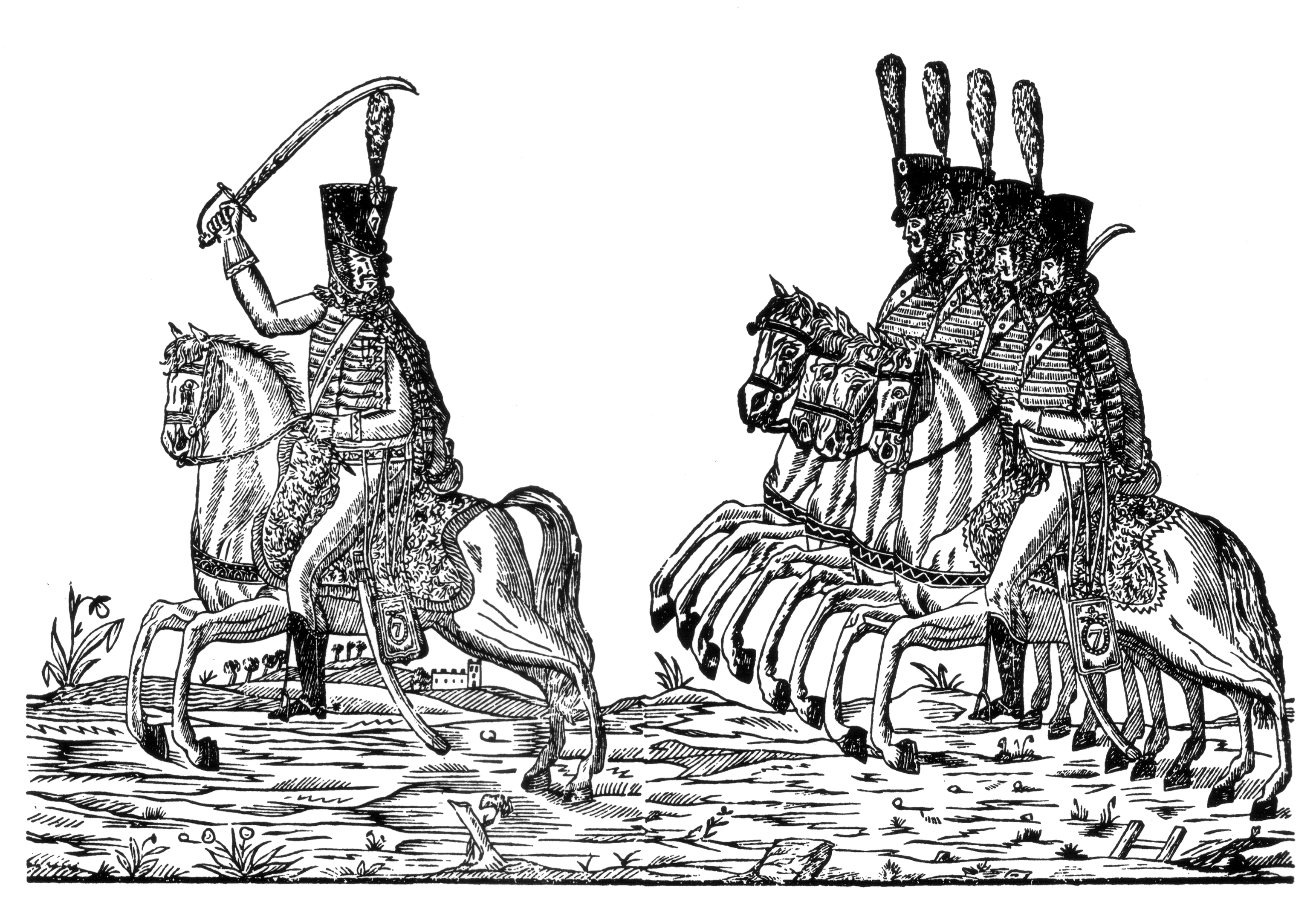
L'Imagerie Populaireの版画

『ライダー』も『貴婦人年鑑』も、フランスの民衆芸術から借りてきた、視覚的な語彙のほうを選んで、『嫌味な女たちの書』のビアズリー様式の素描を捨てている。幾つかのイラストレーションは、ピエール・ルイ・デュシャルトルとルネ・ソールニエによって著書『L'Imagerie Populaire』（1926年）に集められた - 中世以来の様々に写し取られてきた諸イメージ - 銅版画や板目木版画に綿密に基づいている。『ライダー』のイラストレーションの猥褻性のためにアメリカ合衆国郵便公社は運搬を拒否し、幾つかのイラストは初版から除外された。その中にはソフィアが寝室用便器に排尿しているのを見られているイメージや、アメリアとケイト・ケアレスが暖炉の側に座って股袋を編んでいるイメージが含まれていた。また文章の猥褻な箇所も削除された。バーンズは、辛辣な序文で、欠けている語やくだりは、読者が検閲によって加えられた「大破壊」がわかるように、アステリスクで置き換えられていると説明していた。1990年のダルキー・アーカイブ版では、欠けている素描が回復されたが、オリジナルの本文は第二次世界大戦中に原稿の破壊とともに失われた。。

### 『貴婦人年鑑』
『貴婦人年鑑』（1928年）は、パリのナタリー・クリフォード・バーニーのサロンを中心とするレズビアン社交サークルについての実話モデル小説である。バーンズ自身によるエリザベス朝様式の板目木版画が添えられ、古風な、ラブレーふうの文体で書かれている。
バーニーはデイム・エバンジェリン・ミュッセとして登場するが、「彼女は心では、後部と前部で、そして最も彼女らを苦しめた部分ならどこででも、ひどく嘆き悲しむ少女たちの、追求と休息と気晴らしのための一大赤十字であった」。デイム・ミュッセは、若いときは「先駆者で厄介者」であったが、「ウィットがあり学識のある50歳」に達している。彼女は苦悩する女性を救い、知恵を授け、死の時は聖人に叙せられている。同様に偽名で現れるのは、フランス人女性作家エリザベス・ド・グラモン（1875年 - 1954年）、アメリカ人女性画家ロメーヌ・ブルックス（1874年 - 1970年）、社交界人女性ドリー・ワイルド（ドロシー・ワイルド（1895年 - 1941年）。オスカー・ワイルドの姪）、イギリス人レズビアン作家ラドクリフ・ホール（1880年 - 1943年）とそのパートナーの彫刻家ウナ・トラブリッジ（1887年 - 1963年）、アメリカ人ジャーナリストで両性愛者女性ジャネット・フラナー（1892年 - 1978年）とソリータ・ソラノ（1888年 - 1975年）、そしてミナ・ロイである。

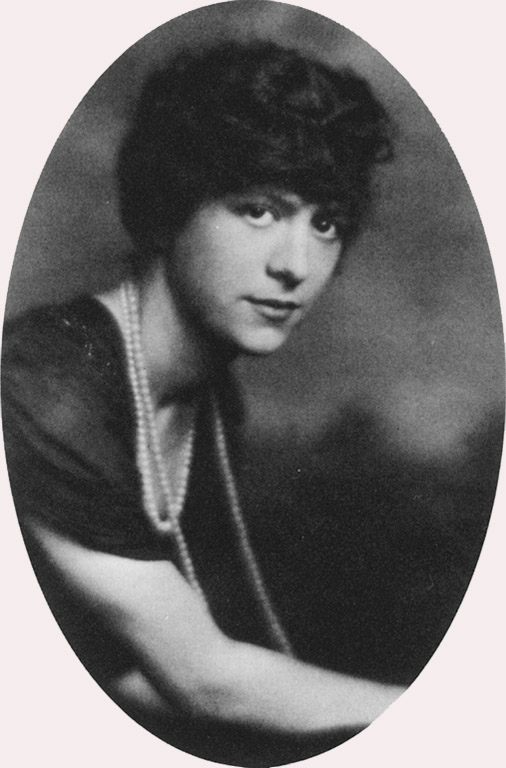
ロメーヌ・ブルックス。1894年ころ

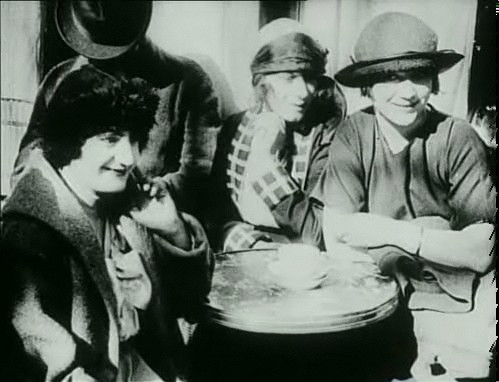
ナタリー・バーニー、ジャネット・フラナー、ジューナ・バーンズ。1925年ころ。

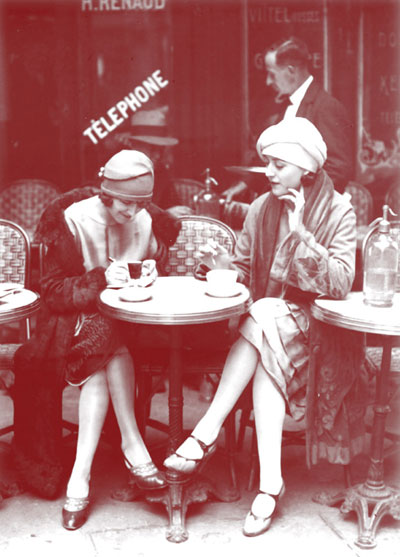
ソリータ・ソラノとジューナ・バーンズ。パリで1922年ころ。

『貴婦人年鑑』の曖昧な言葉遣い、うちわの冗談および両義性のために、批評家はこれが愛情のこもった風刺であるのかそれとも辛辣な攻撃であるのか論議を続けているが、バーンズ自身はこの本を愛し、一生、読み返した。
『貴婦人年鑑』の12のセクションは、それぞれ1年間の12の月に対応している構成である。

### 『夜の森』
バーンズの作家としての評判は、『夜の森』が、1936年にイギリスのフェイバー・アンド・フェイバーによって高価版で、1937年にアメリカのハーコート・ブレイスによって、T・S・エリオットの序文付きで、出版された時に、築かれた。
この小説は1920年代のパリを舞台にし、5人の登場人物の人生の周りを回るが、そのうち2人はバーンズとウッドに基づいており、その関係が終わる頃の状況を反映している。登場人物のノラ・フラッドはバーンズを思わせる人物像であるのに対して、ノラの恋人ロビン・ヴォートは、セルマ・ウッドとエルザ・フォン・フライターク＝ロリングホーフェンの合成である。エリオットはその序文の中でバーンズの文体を誉めたが、それは「散文のリズム」を有し、「そして韻文のそれではない音楽的パターン...、韻文で訓練された感受性のみが全的に真価を評価し得るすぐれた小説である」と書いた。
エリオットは検閲についての心配のために、『夜の森』の中の性や宗教に関わる言葉を和らげる編集をおこなった。チェリル・J・プラムの編集でこれらの変更を元に戻した版が、1995年にダルキー・アーカイブ・プレスから出版された。
英国の詩人ディラン・トマスは『夜の森』を「これまでに女性が書いた3冊の偉大な書物の1つ」と表現し、アメリカのビート世代の作家ウィリアム・バロウズは、「20世紀の偉大な諸書の1つ」と呼んだ。1999年にパブリッシング・トライアングルによって収集されたレズビアンとゲイの本100冊の中では12番目に入っている。

### 『交唱』
ブランクヴァースによる超現実主義的な韻文戯曲であり悲劇の『交唱』（1958年出版）は1939年のイングランドが舞台である。ジェレミー・ホッブスはジャック・ブロウの変装をして、その家族を朽ち果てた先祖伝来の家バーリー・ホールに呼び集める。その動機は一度も明確に述べられていないが、家族間の対立を喚起し、華族に自分たちの過去にかんする真実に直面させたいと望んでいるように見える。その姉ミランダは舞台女優であり、今や「パトロンも金も無い。」その実利主義の兄弟エリシャとダドリーはミランダを、自分たちの財政的に恵まれた状態に対する脅威と見ている。エリシャとダドリーは、彼らを虐待する父タイタス・ホッブズとの共謀について母オーガスタを非難する。彼らはジェレミーの留守を利用して、動物の仮面をかぶり、残酷で性的に挑発的な発言をしながら、2人の女性を襲う。
オーガスタはこの暴行をゲームとして取り扱う。ジェレミーは子供達が育ったアメリカにある家のミニチュアである人形の家を持って帰宅する。彼女がそれを調べていると、彼は、「[彼女の]3倍の年齢の、旅するロンドン子」によるミランダの強姦をタイタスがひそかに計画するのをオーガスタが妨げられなかったために、オーガスタ自身を「服従によって『マダム』」になったと非難する。最後の幕では、ミランダとオーガスタだけが登場する。オーガスタはミランダのより自由な生活を認めないと同時にまたうらやんでもおり、娘と服を取り替えて再び若返ったような振りをしたいと望むが、ミランダがその遊びに入ることを拒む。オーガスタは、エリシャとダドリーが車で走り去る音を聞くと、彼らが2人を棄てたことでミランダを責め、彼女の頭部を消灯の鐘で殴り続けて殺し、オーガスタも力を使い果してミランダの側に倒れて死ぬ。
この劇は1962年にストックホルムで初演されたが、そのスウェーデン語への翻訳はカール・ラグナー・ギーロウと国連の事務総長ダグ・ハマーショルド（初演の時は故人）が行った。

### 『一文字のアルファベットで歌った動物たち』
海豹（あざらし）、彼女は花嫁のようにもたれかかり、

あまりに従順すぎ、すこしも疑わない。

レカミエ夫人、気取って、

そして海底に達する

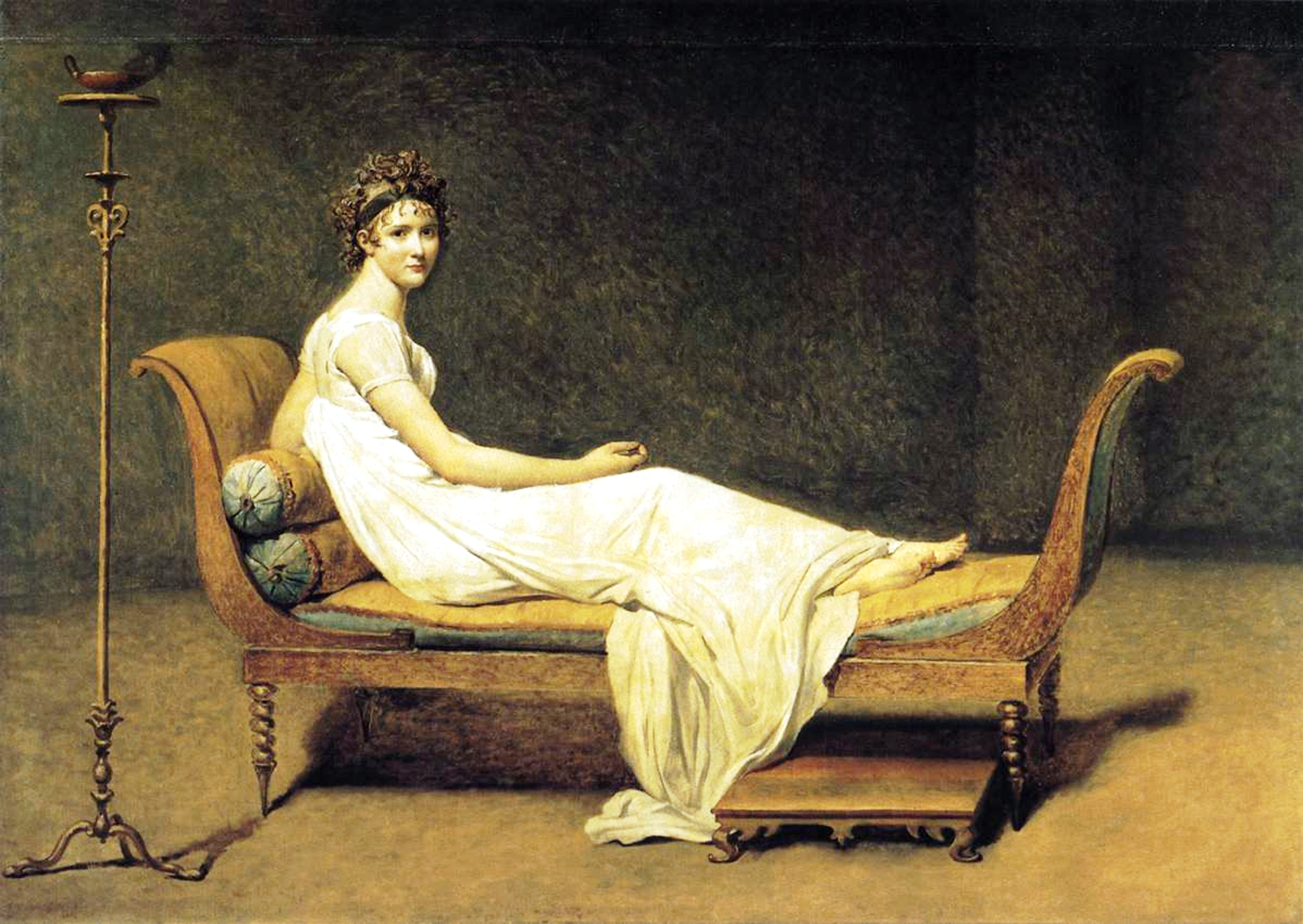
ジャック＝ルイ・ダヴィッドの肖像画『レカミエ夫人の肖像』。1800年。
『一文字のアルファベットで歌った動物たち』の中でバーンズは次のように書いた。
海豹（あざらし）、彼女は花嫁のようにもたれかかり、
あまりに従順すぎ、すこしも疑わない。
レカミエ夫人、気取って、
そして海底に達する

バーンズの最後の本『一文字のアルファベットで歌った動物たち』（1982年）は、短い押韻詩の詩集である。その形は児童書を思わせるが、内容は、子供の読物には好ましくない引喩や高度な語彙が含まれている。すなわち、Tで始まる項目は、ウィリアム・ブレークの「タイガー」（The Tyger）を引用し、アザラシはジャック＝ルイ・ダヴィッドによるレカミエ夫人の肖像画に対比され、いなないているロバは「ソルフェージュを練習している」と表現される。『動物たち』は、バーンズの初期作品に見られる自然と文化のテーマを続けており、その動物寓話集としての配列は、バーンズが長い間、百科事典や年鑑のような、知識を体系付けるしくみに興味を持っていたことを反映している。

### 未刊行のノンフィクション
1920年代および1930年代のあいだ、バーンズは、エルザ・フォン・フライターク＝ローリングホーフェンの伝記を書く努力を払い、出版に向けて彼女の詩を編集した。男爵夫人の詩の出版社が見つけられなかったので、バーンズは、その計画を断念した。彼女の伝記の草稿を幾章分か書いたのち、その計画も断念したが、それにさきだって、バーンズは1939年に第一章をエミリー・コールマンに提出したが、その反応は有望なものではなかった。バーンズの伝記執筆の努力は、en:Irene Gammelの『 Baroness Elsa 』（2002年）に詳しい。

## 遺産
バーンズは、トルーマン・カポーティ、ウィリアム・ゴイエン（1915年 - 1983年）、カレン・ブリクセン、ジョーン・ホークス（1925年 - 1998年）、レズビアン作家バーサ・ハリス（1937年 - 2005年）およびアナイス・ニンのようなさまざまな作家によって、影響力を及ぼす人として引証されてきた。バーサ・ハリスはバーンズの作品をサッポー以降「現代西洋世界にあるレズビアン文化の、事実上入手可能な唯一の表現」と言った。
バーンズの伝記的覚書きと収集された原稿は、エルザ・フォン・フライターク＝ローリングホーフェン男爵夫人をダダの歴史の片隅から引き出してきた学者にとって主な供給源であった。それらは、男爵夫人の詩の最初の大きな英語による収集en:Body Sweats: The Uncensored Writings of Elsa von Freytag-Loringhoven（2011年）と、伝記Baroness Elsa: Gender, Dada and Everyday Modernity（2002年）を産み出すさいの鍵となった。

## 演じた俳優
エマニュエル・アザンは、ウディ・アレン監督の映画『ミッドナイト・イン・パリ』（2011年）で、ジューナ・バーンズ役を演じたが、セリフは無く、短いカメオ出演であった。

## 文献
- 嫌味な女たちの書：8編の韻律詩と5つの素描 （1915年） - ブルーノの呼び売り本特別シリーズ第2号として
- 一冊の本 （1923年） - 1918年以降の詩6編と寸劇、短編を収める。ボニー社刊。改訂版が以下のように出版された
  - 馬たちに囲まれた一夜 （1929年） - あらたに短編3編を加える。ホレイス・リヴァライト社刊
- ライダー （1928年）
- en:Ladies Almanack『貴婦人年鑑』 （1928年）
- en:Nightwood『夜の森』 （1936年）ロンドン、フェイバー社刊（1937年ニュー・ヨーク、ニュー・ディレクション社刊）
  - 翻訳本:夜の森 / 河本仲聖訳　集英社ギャラリー世界の文学 (4)1991年2月
- 交唱：劇 （1958年）ロンドン、フェイバー社刊。ニュー・ヨーク、ファラール・シュトラウス&クデイ社刊
- 余水路 （1962年） - ロンドン、フェイバー社刊
- 選集 （1962年） - 余水路、夜の森、交唱の改訂版。ファラー社刊
- バガリーズ・マリシュー：2つの話 （1974年） - 著者非公認の出版。書名は「悪意のある気まぐれ」の意。
- 一文字のアルファベットで歌った動物たち （1982年） - ニュー・ヨーク、ダイアル・プレス社刊
- 煙、およびその他の初期作品集 （1982年） - ボルチモア、サン&ムーン社刊
- インタビュー集 （1985年） - 素描23点をもふくむ。ワシントン.DC、サン&ムーン社刊
- 私は夫がいなければ孤独になれない：ジューナ・バーンズによるインタビュー （1987年） - A.・バリー編集
- ニュー・ヨーク （1989年） - ジャーナリズム。ロス・アンジェルス、サン&ムーン社刊
- 星の根っこで：短劇集 （1995年） - ロス・アンジェルス、サン&ムーン社刊
- ジューナ・バーンズ選集 （1996年） - ロス・アンジェルス、サン&ムーン社刊
- ポーの母：画集 （1996年） - ダグラス・ミザーリ編集および序文。ロス・アンジェルス、サン&ムーン社刊
- 詩集：回顧録に向けた注釈付き （2005年） - フィリップ・ヘリングおよびオシアス・スタットマン編集